# Older (album)
Az Older című album George Michael brit popénekes harmadik stúdióalbuma, amely Európában 1996. május 13-án jelent meg (az Amerikai Egyesült Államokban egy nappal később). Ez volt az első albuma az 1990-ben megjelent Listen Without Prejudice Vol. 1 óta – az öt és fél éves szünet oka a George Michael és a Sony Music Entertainment közötti vita volt. Michael 1993-tól 3 évet szentelt az Older felvételeinek elkészítésére és az album segítségével új zenei területeket fedezhetett fel, sokkal komolyabbakat, mint előző munkái során. A megjelenés idejében az albumból nagyon sok példányt adtak el, különösen Európában, de az amerikai fogadtatás eléggé langyos volt a középszerű eladás miatt. Az Egyesült Királyságban az album különösen nevezetes volt arról, hogy 3 Top 3 kislemezt hozott 2 év alatt, ezt a rekordot még nem sikerült túlszárnyalni. Az Older magas eladási statisztikája támogatta az album újra-kiadását, az Older & Upper 8 hónappal az Older után jelent meg.

## Háttér
A Listen Without Prejudice Vol. 1 megjelenését követően Michael azzal vádolta a Sony Music Entertainment tulajdonában álló Epic Recordsot, hogy nem promotálták az albumot, nagyon kevés támogatást kaptak a jótékonysági felvételek, főleg azok, amelyek a Red Hot AIDS Segélyszervezet részére készültek és az énekes kérte a kiadót, hogy tartsa magát a szerződéshez. Egy kisebb csata kezdődött a bíróságon, amely végül az énekes vereségével végződött. A bírósági hercehurca alatt Michael közölte, hogy semmilyen anyagot nem hajlandó az Epic Kiadónál megjelentetni, ha elveszíti a pert. Míg általában véve tartotta magát az ígéretéhez, Michael nem hiányzott a lemezkiadás világából a következő hat évben sem, a Listen Without Prejudice Vol. 1 és az Older közötti időszakban. Az Elton Johnnal közösen elénekelt duett, a Don't Let The Sun Go Down On Me hatalmas siker lett - mind az Egyesült Királyságban, mind Amerikában -, Michael számos felvételen közreműködött, amelyek 1992-ben jelentek meg: a Red Hot + Dance című jótékonysági albumon,(még a Too Funky című számban is, amely kislemezként jelent meg és világszerte benne volt a Top 10-ben). A következő évben Michael közreműködött a Freddie Mercury emlékkoncert-en a Wembley Stadionban. (1993-ban megjelent egy felvétel, amelyen Michael a Queen együttessel és Lisa Stansfielddel együtt szerepel. Ez a lemez a Five Live címet kapta és az 1. helyre került a slágerlistán az Egyesült Királyságban.

## Stílus
balladai:
Az Older című albummal Michael új zenei stílussal kísérletezett és kibővítette a művészi képességeit. Az album főleg jazz-hangzású dalokról nevezetes. A lemez egységet alkot az énekes előző munkáival, egy szervesebb hangzást, vonósokkal kiegészítve. Michaelt főleg Antonio Carlos Jobim brazil dalszövegíró, komponista és énekes zenéje inspirálta, aki 1994-ben halt meg és akinek az albumot ajánlotta. A lemezre erős hatást gyakorolt maga a producer, Johnny Douglas is, aki számos B-oldalas George Michael-dalt mixelt. Akkor találkoztak először, amikor Douglas volt a producere az I'm Your Man című Lisa Moorish-féle 1995-ös feldolgozásnak, amelyen Michael háttérvokált énekelt. Nem sokkal ez után együtt kezdtek el dolgozni, együtt írták a Spinning the Wheel-t és a Fastlove című dalokat, az utóbbi számban Douglas billentyűs hangszereken játszik.
Az album hangvétele melankolikus, sötét és szomorú. Michael azzal fokozta a hatást, hogy az album megjelenésével egy időben drámaian megváltoztatta a ruháit, a frizuráját és minden megjelenését. A hosszú hajat, a szakállt és a farmert, amelyek a 80-as évek végéig jellemzőek voltak rá, felváltotta egy másfajta stílus, fellépőruhái főleg bőrből készültek. Az énekes így nyilatkozott a The Oprah Winfrey Show-nak:
"A külsőm megváltozott, nagyon más lettem, sokkal rövidebb lett a hajam - igazán meleg kinézetem lett. Azt hiszem, csak azt próbáltam az embereknek elmondani, hogy minden rendben van velem, de nem akartam mindezt az újságírókkal is megosztani. Az album, amelyet a 90-es évek közepén készítettem, az Older címet kapta, emléket állít Anselmonak, neki ajánlottam az albumot. A rajongóimnak és az embereknek, akik igazán figyeltek rám, megpróbáltam kirukkolni valamivel.
1998-ban Michael újra hosszabb hajat növesztett, mint ahogy az Outside című dalhoz készült videóklipben látszik, amelynek premierje 1998 év végén volt.

## Fogadtatás
Az Older nagy kereskedelmi sikert hozott, főleg az európai lemeziparban. 10 országban lett első helyezett. Az Egyesült Királyságban az első helyre várták a slágerlistán, amit teljesített is, 281.000 darabot adtak el belőle, ezzel a brit zeneipar történetének egyik legnagyobb debütáló nagylemeze lett (jelenleg is a 23. leggyorsabban eladott album az Egyesült Királyságban). A Virgin Records leggyorsabban eladott albuma is. A lemez Michael leggyorsabban eladott lemeze lett szülőhazájában, 1,8 millió eladott példánnyal, 6-szoros platinalemez minősítést kapott a BPI-től 1997. december 5-én. Az Egyesült Királyságban az album összesen 147 hétig volt a Top 200-ban, ebből 99 hétig a Top 75-ben és 35 hétig a Top 10-ben (23 hétig megszakítás nélkül). A megfelelő promóciónak és a 2 év alatt eladott 6 sikeres kislemeznek volt köszönhető a sikeres eladási statisztika. Az album összes kislemeze - kivéve az Oldert - EP-ként is megjelent és promotált, kétféle elérhető formátumban, a legtöbb single korábban még kiadatlan anyagot is tartalmazott (élő felvételeket, feldolgozásokat és a Spinning the Wheel esetében két teljesen új stúdiófelvételt). A legtöbb kislemez promotálása a Top of The Pops című tv-műsorban volt és az első 4 kislemezhez videóklipet is készítettek. Mindezek hétről hétre növelték az eladási adatokat, ezután az album visszatért a Top 10-be a brit slágerlistákon. Például, amikor a Star People '97 megjelent 1997 közepén, az Older a 21-14-10-7. hely között mozgott a slágerlistán. Ugyanez történt akkor is, amikor a You Have Been Loved című kislemez megjelent (ez volt a hatodik). 14 hónappal az album megjelenése után adták ki és az Older ekkor a 24-14-7. hely között vándorolt az Egyesült Királyság slágerlistáján. Összességében, az Older jelenleg is minden idők legjobban eladott nagylemezeinek listáján a 97. helyen áll az Egyesült Királyságban.
Az Amerikai Egyesült Államokban az album csak a 6. lett a Billboard 200 listán, gyorsan lecsúszott a slágerlistáról és összesen csak 1 millió darabot adtak el belőle. Az Amerikai Hanglemezgyártók Szövetségétől (RIAA) platinalemez minősítést kapott.
Kanadában az album főleg arról volt nevezetes, hogy ez volt az első nagylemez, amely az időközben megszűnt DreamWorks Records gondozásában jelent meg. Az RPM Magazin Top album listáján a 3. helyezést érte el. A nagylemezt szépen megelőzte a Jesus to a Child és a Fastlove, a Billboard Hot 100 listán a Top 10-be került be, de a debütáló nagylemez eladási statisztikái nagy csalódást okoztak.

## Kislemezek
Az Older című album elsősorban azért nevezetes, mert hat kislemez jelent meg róla. Mind a hat single bekerült az Egyesült Királyság kislemezlistájának első 3 dala közé, ebben is rekordot döntött. Amikor az ötödik kislemez, a Star People '97 kijött, James Masterson slágerlistákkal foglalkozó kritikus, aki felhívta a figyelmet George Michael sikerére, ezt írta: "Ironikus, hogy pont azok az emberek kételkedtek benne, akik azt mondták, hogy Michael csak versenyez Gary Barlow-val, mindazonáltal az énekes bekerült a Top 3-ba ezzel a kislemezzel. Az album kiemelkedően a legsikeresebb lemez az eladásokat nézve. 5 kislemez volt az élen van és mindegyik bekerült a Top 3-ba. Összehasonlítva a Faith és a Listen Without Prejudice Vol. 1 albumok kislemezeivel, látható, hogy a Faith-ről csak 4 kislemez jelent meg: a Faith 3 országban lett aranylemez, a Father Figure csak Amerikában lett 1. helyezett, a One More Try 4 országban lett 1., a Monkey 3 országban lett aranylemez. A Listen Without Prejudice Vol. 1 című albumról 5 kislemez jelent meg, ezekből csak a Praying for Time lett 1., az is csak Amerikában.
- A Jesus to a Child. 1996 januárjában az Egyesült Királyság kislemez slágerlistájának 1. helyén debütált, ezzel lesöpörte Michael Jackson dalát, az Earth Song-ot, amely 6 hétig volt az első.[15] A Jesus to a Child volt Michael első No.1 kislemeze szólóénekesként azóta, hogy az A Different Corner elérte a csúcsot az Egyesült Királyságban 1986-ban (bár a Careless Whisper és az A Different Corner is akkor született, amikor Michael még a Wham! együttes tagja volt, de a Jesus to a Child Michael első No.1 kislemeze és csak az övé. A kislemez a BPI-től ezüstlemez minősítést kapott, mert több, mint 200,000 darabot adtak el belőle. Amerikában is sikere volt, 7. helyezést ért el a Billboard Hot 100 listán és Michael első Top 10 sikerdala lett szólóénekesként az 1991-es Freedom '90 óta. (A RIAA aranylemez minősítést adott a kislemeznek, úgy, mint a következő single-nek, a Fastlove-nak is. A Jesus to a Childnak két formátuma jelent meg, mind a kettő tartalmazza az Older című szám instrumentális verzióját. A dal videóklipjében Michael 1988, a Kissing a Fool óta először playback-kel a kamera előtt. A dal már 1994-ben, az MTV European Music Awards-on debütált, jótékony célra felhasználták: 50,000 fontot gyűjtött a "Help a London Child" nevű segélyszervezet számára, az énekes ígéretet tett a rajongóinak, hogy minden egyes font jó helyre kerül. A dal a Top of The Pops című műsorban hangzott el 4 nappal azután, hogy a kislemez megjelent az Egyesült Királyságban.
- A Fastlove 1996. április 22-én jelent meg, rögtön a slágerlista 1. helyére került és 3 hétig ott is maradt. Aranylemez minősítést kapott, mert több, mint 400,000 darabot adtak el belőle. Ez volt az első alkalom, amikor az énekesnek 2 kislemeze is kijött még az album megjelenése előtt. A dalban van egy zenei aláfestés, amely az 1982-es Patrice Rushen-sikerdalából, a Forget Me Nots-ból származik (Jo Bryant adta elő a számot). A Fastlove Ivor Novello-díjat hozott Michael számára. A kislemez két formátumban jelent meg az Egyesült Királyságban és mindkettő B-oldalán szerepelt az I'm Your Man dance-változata (I'm Your Man 96 címmel). A kislemez producerei George Michael és Jon Douglas voltak. A dal 8. helyezést ért el Amerikában, ahol aranylemez minősítést kapott a RIAA-tól és az énekes legnagyobb slágere lett a Billboard slágerlistán.
- A Spinning the Wheel 1996. augusztus 19-én jelent meg az Egyesült Királyságban. A második helyen debütált – alulmaradt a Spice Girls Wannabe című számával szemben. A kislemez ezüstlemez minősítést kapott. Szintén kétféle formátumban jelent meg: főleg arról volt nevezetes, hogy két teljesen új stúdiófelvételt tartalmaz, a korábban ismeretlen Safe és a You Know That I Want To című dalokat. A Spinning the Wheel című dal az 1996. augusztus 16-i Top of the Pops című műsorban hangzott el először.
- Az Older / I Can't Make You Love Me című kislemez 1997. január 20-án jelent meg az Egyesült Királyságban. Annak köszönhetően, hogy csak egyféle formátumban jelent meg, az Older című album legkisebb példányszámban megjelent kislemeze lett és a legrosszabb helyezést (#3) érte el. Ezt a rossz helyezést annak ellenére sikerült elérnie, hogy a karácsony előtti időszakban jelent meg és új anyagot is tartalmazott. Egy hétig maradt a Top 10-ben és három héttel később került át a Top 40-be. Dupla A-oldalas kislemezként promotálták, a korábban még kiadatlan I Can't Make You Love Me című dallal és úgy kalkuláltak, hogy slágerlistás dal lesz Angliában. A dalt leadták a rádióban és egy promóciós CD-n is megjelent a brit rádiók és klubok számára. A dalt élő műsorban, az MTV Unplugged műsorában rögzítették, a Three Mills Island Stúdióban, Londonban, 1996. október 11-én (a közönség tapsát kivágták a felvételből, mintha stúdiófelvétel lenne). A kislemez a The Strangest Thing című szám élő verzióját is tartalmazza, amelyet a BBC Rádió épületében (Broadcasting House) vettek fel 1996. október 8-án. Az Older című dal a Top of The Pop című brit TV-műsorban hangzott el először 1997. január 31-én.
- A Star People '97 1997. április 28-án jelent meg az Egyesült Királyságban. A slágerlista 2. helyére került, mert megelőzte Gary Barlow dala, a Love Won't Wait. A Star People '97 egy újra-kiadása, és remix-változata volt a Star People album-verziójának. A vokált nem sokkal azután rögzítették, hogy az énekes édesanyja meghalt. Az új felvétel kicsit emlékeztet a The Gap Band amerikai funk együttes 1980-ban megjelent számára, a Burn Rubber On Me (Why You Wanna Hurt Me)-re. A kislemez kétféle formátumban jelent meg, tartalmazta az MTV Unplugged verzióját, a Wham Everything She Wants című számát és a Star Peoplet. A kislemez arról nevezetes, hogy ez volt az énekes utolsó kislemeze, amely Amerikában megjelent, de nem ért el slágerlistás helyezést. A dalt a Top of The Pops 1997. május 9-i adásában előadta az énekes.
- A You Have Been Loved / The Strangest Thing '97 1997. szeptember 8-án jelent meg az Egyesült Királyságban. Az Older utolsó kislemeze a 2. lett a brit kislemez listán, megelőzte Elton John jótékonysági kislemeze, a Candle in the Wind '97. A You Have Been Loved dupla A-oldalas kislemezként is megjelent, a The Strangest Thing remixelt verziójával együtt. A kislemez Anselmo Feleppa emlékére íródott, aki Michael párja volt és AIDS-ben halt meg. A dal először a Top of The Pops 1997. szeptember 5-i műsorában hangzott el.

## Díjak és élő előadások
1996-ban George Michael elnyerte az A Legjobb Brit Férfi díjat az MTV Europe Awards-on és 1985-ben az Ivor Novello-díjat Az Év Dalszövegírója kategóriában (harmadik alkalommal).
1996 októberének elején az énekes öt év után először adott élő műsort a Radio 1 FM csatornán, amelyet az MTV Unplugged koncertjei követtek. A Radio 1 FM közönsége mindössze 200 emberből állt, az MTV Unplugged koncert közönsége is csak 500 fős volt. Mindkét nézőközönség egy-egy verseny nyerteseként került be nézőnek, néhányan azok közül, akik a világ valamely részéről érkeztek Londonba repülőgépen és számos meghívott vendég vett részt a koncerten.

## Az Older & Upper című újrakiadás
Az album újra-kiadása 1997. december 1-jén jelent meg díszdobozos kiadásban, amely 2 lemezt tartalmazott - az eredeti albumot és egy extra CD-t, amelynek címe: Upper. A lemez egy kartonpapír-borítóban volt, a borítón ugyanaz a fotó szerepelt, mint az eredeti Older című albumon (egy közeli fotó Michael zöld szeméről). A box set az Older & Upper címet kapta, mindkét CD arany színben készült. Az Upper azt a hat kislemezt tartalmazza, amelyek az Older című lemezen is megjelentek, ezen kívül a Fastlove (Part II)-t, amely nem azonos a Fastlove című kislemezen megjelent Fully Extended Mix-el (amely 9 perc 27 másodperc hosszú) és nem azonos a 4 perc 39 másodperces verzióval sem, amely a Fastlove promóciós felvétele. Ezt a változatot csak a második Fastlove promo kislemezen találjuk meg. Az Upper című CD interaktív anyagot is tartalmaz. Megjelenésekor nem került fel a slágerlistákra külön nagylemezként, de az albumot előbbre juttatta a 65. helyről a 36. helyre a karácsonyi időszakban.

## Dallista
Mindegyik dal szerzője George Michael, ahol nem ő az egyedüli szerző, ott jelölve van.

### CD
| #   | Cím                      | Szövegíró                    | Hossz |
| --- | ------------------------ | ---------------------------- | ----- |
| 1.  | Jesus to a Child         | George Michael               | 6:50  |
| 2.  | Fastlove                 | George Michael               | 5:24  |
| 3.  | Older                    | George Michael               | 5:33  |
| 4.  | Spinning the Wheel       | Jon Douglas, George Michael  | 6:21  |
| 5.  | It Doesn't Really Matter | George Michael               | 4:50  |
| 6.  | The Strangest Thing      | George Michael               | 6:01  |
| 7.  | To Be Forgiven           | George Michael               | 5:21  |
| 8.  | Move On                  | George Michael               | 4:45  |
| 9.  | Star People '97          | George Michael               | 5:16  |
| 10. | You Have Been Loved      | David Austin, George Michael | 5:31  |
| 11. | Free                     | George Michael               | 3:00  |

### Kazetta/LP
A-oldal
| #  | Cím                      | Szövegíró                   | Hossz |
| -- | ------------------------ | --------------------------- | ----- |
| 1. | Jesus to a Child         | George Michael              | 6:50  |
| 2. | Fastlove                 | George Michael              | 5:24  |
| 3. | Older                    | George Michael              | 5:33  |
| 4. | Spinning the Wheel       | Jon Douglas, George Michael | 6:21  |
| 5. | It Doesn't Really Matter | George Michael              | 4:50  |

B-oldal
| #  | Cím                 | Szövegíró                    | Hossz |
| -- | ------------------- | ---------------------------- | ----- |
| 1. | The Strangest Thing | George Michael               | 6:01  |
| 2. | To Be Forgiven      | George Michael               | 5:21  |
| 3. | Move On             | George Michael               | 4:45  |
| 4. | Star People '97     | George Michael               | 5:16  |
| 5. | You Have Been Loved | David Austin, George Michael | 5:31  |
| 6. | Free                | George Michael               | 3:00  |

### Older & Upper
Older
| #   | Cím                      | Szövegíró                    | Hossz |
| --- | ------------------------ | ---------------------------- | ----- |
| 1.  | Jesus to a Child         | George Michael               | 6:50  |
| 2.  | Fastlove                 | George Michael               | 5:24  |
| 3.  | Older                    | George Michael               | 5:33  |
| 4.  | Spinning the Wheel       | Jon Douglas, George Michael  | 6:21  |
| 5.  | It Doesn't Really Matter | George Michael               | 4:50  |
| 6.  | The Strangest Thing      | George Michael               | 6:01  |
| 7.  | To Be Forgiven           | George Michael               | 5:21  |
| 8.  | Move On                  | George Michael               | 4:45  |
| 9.  | Star People '97          | George Michael               | 5:16  |
| 10. | You Have Been Loved      | David Austin, George Michael | 5:31  |
| 11. | Free                     | George Michael               | 3:00  |

Upper
| #  | Cím                                     | Hossz |
| -- | --------------------------------------- | ----- |
| 1. | Fastlove (Part II)                      | 4:55  |
| 2. | Spinning The Wheel (Forthright Edit)    | 4:42  |
| 3. | Star People '97 (Radio Version)         | 5:42  |
| 4. | The Strangest Thing '97 (rádiós verzió) | 4:41  |
| 5. | You Know That I Want To                 | 4:37  |
| 6. | Safe                                    | 4:27  |
| 7. | Fastlove (video)                        | 5:04  |
| 8. | Jesus To A Child (video)                | 4:35  |
| 9. | Spinning The Wheel (video)              | 5:25  |

## Közreműködők
- George Michael - vezető vokál, basszusgitár, billentyűs hangszerek, dobok, ütős hangszerek, programozás
- Hugh Burns - akusztikus gitár
- Danny Jacob - gitár
- Alan Ross - gitár
- John Themis - gitár
- David Austin - billentyűs hangszerek
- Chris Cameron - billentyűs hangszerek
- David Clews - billentyűs hangszerek
- Jon Douglas - billentyűs hangszerek
- Chris Cameron – vonósok
- Jo – háttérvokál
- David Clayton - programozás
- Pete Gleadall - programozás
- Steve McNichol - programozás
- Stuart Brooks - trombita, szárnykürt
- John Thirkell - trombita, szárnykürt
- Chris Davis - szaxofon
- Andy Hamilton - szaxofon
- Phillip Smith - szaxofon
- Fayyaz Virji - harsona
- Steve Sidwell - trombita

## Produkciós közreműködők
- George Michael - rendező és producer
- Jon Douglas - a Fastlove producere
- Jon Douglas - a Spinning The Wheel rendezője és producere
- Charlie Brocco - hangmérnök
- Paul Gomersall - hangmérnök
- Chris Porter - hangmérnök
- Ren Swan - hangmérnök

## Helyezések és minősítések
| Slágerlista (1996)                            | Legmagasabb helyezés |
| --------------------------------------------- | -------------------- |
| Ausztrália album listája                      | 1                    |
| Ausztria Top 40 album lista                   | 1                    |
| Belgium (flamand) album lista                 | 3                    |
| Belgium (vallon) album lista                  | 2                    |
| Kanada RPM Magazin Top album lista            | 3                    |
| Hollandia album listája                       | 1                    |
| Finnország album listája                      | 3                    |
| Franciaország album listája                   | 1                    |
| Németország album listája                     | 3                    |
| Magyarország MAHASZ album lista               | 1                    |
| Japán album listája                           | 3                    |
| Új-Zéland album listája                       | 1                    |
| Norvégia album listája                        | 1                    |
| Spanyolország album listája                   | 1                    |
| Svédország album listája                      | 1                    |
| Svájc album listája                           | 2                    |
| Egyesült Királyság album listája              | 1                    |
| Amerikai Egyesült Államok Billboard 200 lista | 6                    |

| Ország                         | Minősítés       |
| ------------------------------ | --------------- |
| Ausztria IFPI                  | aranylemez      |
| Brazília ABPD                  | aranylemez      |
| Kanada CRIA                    | 2× platinalemez |
| Európa IFPI                    | 5× platinalemez |
| Franciaország                  | platinalemez    |
| Németország IFPI               | platinalemez    |
| Hollandia NVPI                 | platinalemez    |
| Norvégia IFPI                  | platinalemez    |
| Lengyelország                  | platinalemez    |
| Spanyolország PME              | 2× platinalemez |
| Svédország IFPI                | aranylemez      |
| Svájc IFPI                     | platinalemez    |
| Egyesült Királyság BPI         | 6× platinalemez |
| Amerikai Egyesült Államok RIAA | platinalemez    |